# Шерозия, Калистрат Михайлович
Калистрат Михайлович Шерозия (1912 год, Зугдидский уезд, Кутаисская губерния, Российская империя — неизвестно, Зугдидский район, Грузинская ССР) — председатель колхоза «Колхида» Зугдидского района, Грузинская ССР. Герой Социалистического Труда (1950).

## Биография
Родился в 1912 году в крестьянской семье в одном из сельских населённых пунктов Зугдидского уезда. Окончил местную начальную школу, потом трудился в сельском хозяйстве. В послевоенное время — председатель колхоза «Колхида» Зугдидского района. За выдающиеся трудовые показатели по итогам работы колхоза в 1948 году был награждён Орденом Ленина.
За короткое время вывел колхоз в число передовых сельскохозяйственных предприятий Зугдидского района. Шестнадцать тружеников колхоза были награждены званием Героя Социалистического Труда. В 1949 году колхоз сдал государству в среднем с каждого гектара по 5484 килограмма сортового чайного листа с площади 42,1 гектара. Указом Президиума Верховного Совета СССР от 19 июля 1950 года удостоен звания Героя Социалистического Труда за «получение высоких урожаев сортового зелёного чайного листа и цитрусовых плодов в 1950 году» с вручением ордена Ленина и золотой медали «Серп и Молот» (№ 5273).
Этим же указом званием Героя Социалистического Труда были награждены труженики колхоза бригадиры Ян Парнаозович Джабуа, Лаврентий Ерастович Джоджуа, Ражден Константинович Кадария, звеньевые Даниел Учанович Дараселия, Владимир Владимирович Джабуа, Имения Степанович Джабуа, колхозницы Ксения Тарасхановна Дараселия, Лена Алмасхановна Дараселия, Тамара Владимировна Латария и Ольга Тарасовна Рогава.
За выдающиеся трудовые достижения по итогам 1950 года награждён третьим Орденом Ленина.
После выхода на пенсию проживал в Зугдидском районе. Дата смерти не установлена.
Награды
- Герой Социалистического Труда
- Орден Ленина — трижды (29.08.1949; 1950; 01.09.1951)